# Robert Siegel
Robert Siegel, né en 1947, est un journaliste américain. Il anime depuis 1987 All Things Considered, l'une des émissions phare du réseau de radiodiffusion public américain NPR.